# 晴山さおり
晴山 さおり（はれやま さおり、1972年10月10日 - ）は、1990年代前半に活動していた演歌歌手。神奈川県出身。所属レコード会社はビクター音楽産業（現・ビクターエンタテインメント〈二代目法人〉）、所属事務所は第一プロダクション。

## 概歴
小学生時にビクター少年民謡会に参加（長山洋子は先輩に当たる）。1988年、NHKのど自慢（NHK総合・ラジオ第1）に出場し、歌謡曲の部グランドチャンピオンを受賞。1989年、16歳の時にNHK『みんなのうた』で『一円玉の旅がらす』を歌い、CDとカセットを合わせて65万枚（1991年9月時点） の大ヒットとなる。同曲で11もの新人賞を受賞した。
当初はこぶしを強く効かせた純演歌の歌唱法であったが、3rdシングル、および2ndアルバムからは子供向け音楽を意識したポップスに転向。しかし1992年を最後にCDリリースが途絶え、一旦芸能界を引退。
1995年5月、ビクターエンタテインメント（初代）から秋元康プロデュースにより「浜崎章子」に改名し事実上の再デビューを果たす。“浜田省吾から影響を受けた22歳のシンガーソングライター”の触れ込みで、演歌歌手から脱却しガールポップを意識したロック調の楽曲でシングル2枚・アルバム1枚をリリースしたが、再びリリースが途絶えた。
その後は、演歌歌手・晴山さおりではなく浜崎章子のまま、2005年末まで有限会社オフィス・ホッパーズに所属し、ライブハウスでステージボーカリストとして活動したのち、芸能界を完全に引退した。

## ディスコグラフィー

### シングル
- 一円玉の旅がらす（1990年3月21日 NHKみんなのうた オリコン15位）
作詞：荒木とよひさ／作曲：弦哲也／編曲：池多孝春  （C/W「みんなの演歌」）
- 出世音頭だよ!（1991年3月21日 NHKみんなのうた オリコン39位） 
作詞：大津あきら／作曲：浜圭介／編曲：前田俊明 （C/W「おーい幸福よ」）
- アシカがよろしく（1991年9月21日 足利銀行CMソング）
作詞：伊藤アキラ／作曲・編曲：小杉大五郎 （C/W「Let's Fly」- 晴山さおり作詞・作曲）
- 一円玉の九九の歌（1992年2月21日 田中星児の「ラップ九九」のカップリング）
作詞：津田義彦／作曲：大谷明裕／編曲：伊戸のりお
- ヴェジタブル・マイ・ラヴ（1992年4月21日 テレビ東京系「サラダ十勇士トマトマン」主題歌 津田義彦作詞・大谷明裕作曲）
作詞：津田義彦／作曲：大谷明裕／編曲：伊戸のりお C/W 「サラダ十勇士トマトマン」
- 何度も何度も（浜崎章子名義 1995年5月21日 TBS系「山田邦子のしあわせにしてよ」エンディングテーマ）
作詞：秋元康／作曲：浜崎章子／編曲：西本明　（C/W「風が吹いていたあの頃」）
- 夢のありか（浜崎章子名義 1995年9月6日 毎日放送・TBS系「最大公約ショー」エンディングテーマ）
作詞：秋元康／作曲：浜崎章子／編曲：西本明

### アルバム
- 一円玉の旅がらす〜晴山さおりの一番搾り（1990年10月10日）
- 晴山さおりミニ・アルバム　一円玉の旅がらす〜おどるポンポコリン（1990年12月16日）
- Day by day is getting better～今日よりも明日は…～（1995年6月21日）

### 非売品シングル
- 一円玉の九九の歌（『小学一年生』1991年3月号の読者プレゼントとして、シングルCDが応募者全員に頒布された）